# ليك ماكوياري أفسي
ليك ماكوياري هو نادي كرة قدم أسترالي تم إنشاؤه في سنة 1912 الميلادية 